# ナミチスイコウモリ
ナミチスイコウモリ（並血吸蝙蝠、Desmodus rotundus）は、チスイコウモリ科（ヘラコウモリ科に含めて、チスイコウモリ亜科とする説もあり）チスイコウモリ属に分類されるコウモリ。本種のみでチスイコウモリ属を形成する。
チスイコウモリ属はチスイコウモリ科の模式属。俗に「吸血蝙蝠」とも呼ばれる。

## 分布
アルゼンチン北部、エクアドル、エルサルバドル、ガイアナ、コスタリカ、コロンビア、スリナム、チリ北部、ニカラグア、パナマ、パラグアイ、ブラジル、フランス（仏領ギアナ）、ベネズエラ、ベリーズ、ペルー、ボリビア、メキシコ
分布図

## 形態
体長7-9cm。体重15-50g。背面の体毛は褐色、腹面の体毛は白い。

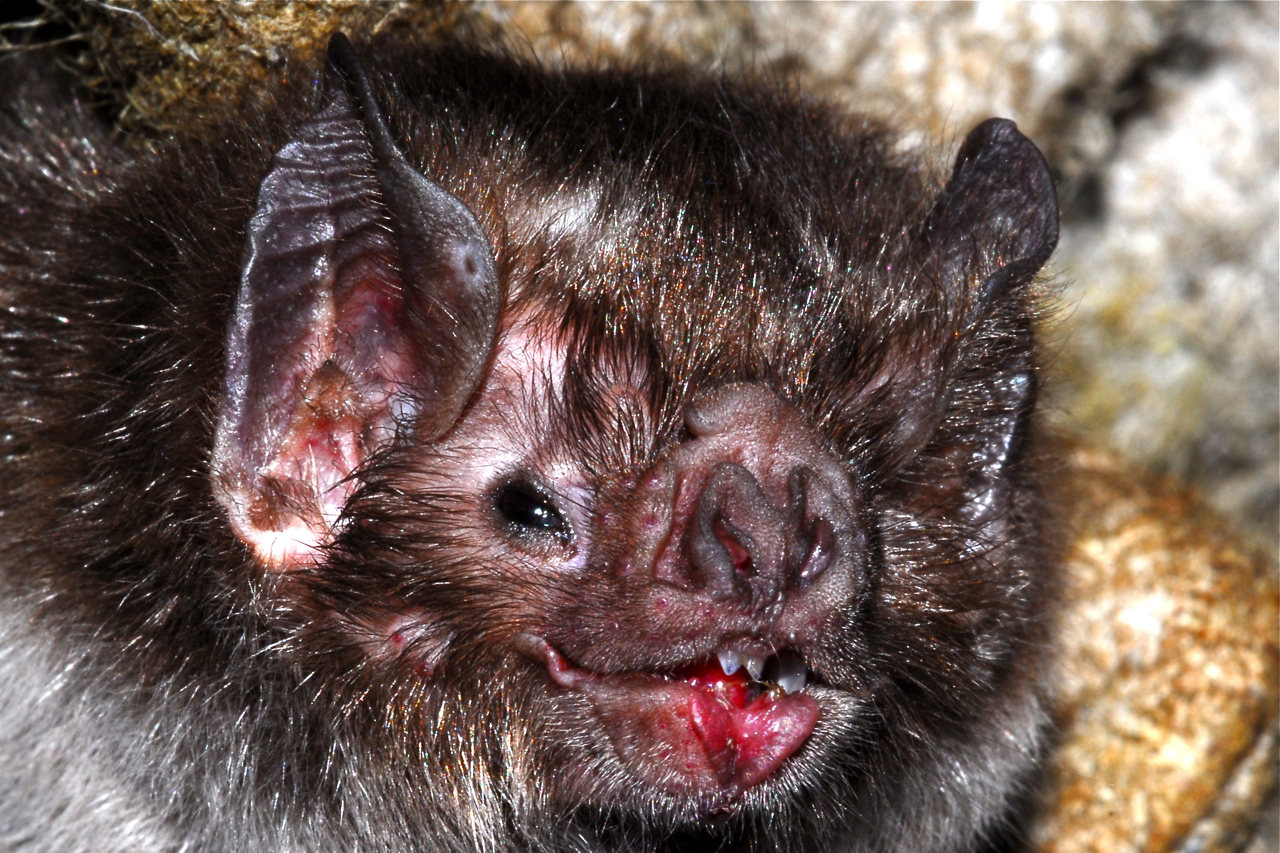
頭部

鼻は大きく反りあがり、獲物が出す赤外線（熱）を感知していると考えられている。これにより獲物を探し、また獲物に取り付いたあと、皮膚下の暖かい血の流れる血管を探る。歯列は門歯が上顎2本、下顎4本、犬歯が上下2本ずつ、小臼歯が上顎2本、下顎4本、大臼歯が上顎2本、下顎4本の計22本の歯を持つ。上顎の門歯や犬歯は剃刀状で、獲物の皮膚を切り裂くのに適している。また切れ味が鋭いことや、寝ている時に噛まれることが多いため噛まれた獲物が痛みを感じることは少ない。そして犬のように傷口を舐めて流れて落ちてきた血を飲む。さらに唾液には血液の凝固作用を妨げる物質が含まれているため、獲物の血液が固まらず摂取を続けることができる。
親指は長く、後肢も力強い。そのため、コウモリとしては例外的に歩行が得意であり、獲物に接近する時や血を吸ったあとなどは地上を移動することが多い。
ナミチスイコウモリ
- 頭部の骨格
- 翼
- 歩行の様子

## 生態

木にぶら下がる群れ

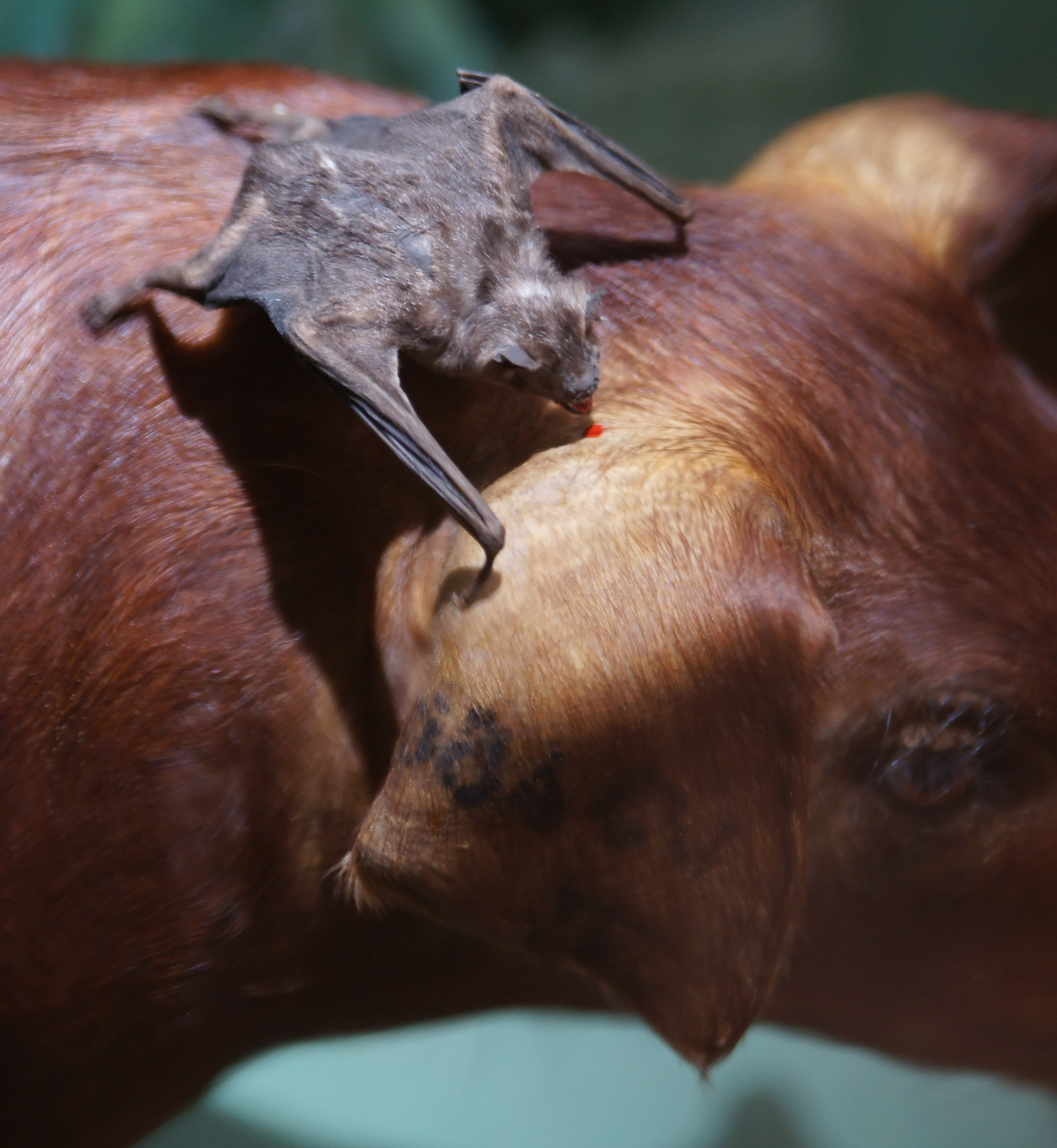
血液を摂取するナミチスイコウモリ

森林に生息する。夜行性で、昼間は洞穴や樹洞の中で小規模な集団でぶら下がり眠る。社会性が発達しており、通常100匹、時として1,000匹にも及ぶ大規模な群れを形成することもある。
食性は動物食で、鳥類や哺乳類、おもに家畜（ウシ、ウマ、ブタ等）の血液を吸う。コウモリ目では本種のみが哺乳類の血液も摂取する。眠っている獲物の近くで着地後歩いて忍び寄り、鋭い歯で獲物の体毛がない部分に噛みついたあと、傷口に舌を高速で出し入れして血液を摂取する。30分ほどの間に、自分の体重の40%もの血液を摂取することができる。本種は小型のため血液を摂取したあとは血液の重量や消化のために飛行することができなくなり、地面を飛び跳ねるようにして移動する。その後、水分を大量に摂取し排泄を行う。糞は血液のみを摂取するためか黒く粘着質で臭い。
また、同じねぐらに血液を摂取できなかった個体がいる場合、他の個体が口移しで血液を分け与える。
野生での寿命は約9年。繁殖形態は胎生で、1度に1頭の幼獣を年2回出産する。

### 利他行動
飢餓状態の仲間に対して血を分け与える「利他行為」の習性をもつことで知られる。過去にグルーミングをしたことのある仲の良い個体間などでまれに確認されている。また、別個体の子供に乳を分け与える現象も確認されており、種族における社会性の高さに研究の焦点が集まっている。

## 人間との関係
吸血鬼とよく関連付けられ、英名も「vampire bat」だが、一般的に知られる吸血鬼伝承は東ヨーロッパ由来に対し、本種は南北アメリカ大陸に分布する。
『吸血鬼ドラキュラ』でも、原作小説中にはドラキュラ伯爵がコウモリに変身できる説明と、野生動物としての吸血蝙蝠についての説明はあるが、伯爵自身がコウモリ形態で人を襲う描写・説明はなく、後者は「アメリカのパンパスに生息し、馬や牛を襲い衰弱させる『吸血鬼（ヴァンパイア）』と呼ばれる大きいコウモリ」や「大西洋諸島で昼間は木にぶら下がっているが、夜になると活動を始めて甲板で寝ている船員などを襲い殺すこともある巨大なコウモリ。」と言ったあくまでそういう生き物もいるという説明になっている。
本種は人間の血液も吸うことがあるが、外界から遮断された人家に侵入することは困難であることなどから、人を襲うことはまれである。獲物を死に至らしめるほどの大量の血液を吸うわけではないが、家畜を複数匹で襲って衰弱させることに加え、咬み傷から狂犬病などのウイルスや伝染病を媒介することもあるため、害獣とされる。